# You’re the One
You’re the One ist ein Lied der US-amerikanischen Classic-Rock-Band Greta Van Fleet. Es war die zweite Single aus dem Debütalbum Anthem of the Peaceful Army.

## Entstehung
You’re the One ist das älteste für das Album geschriebene Lied und entstand bereits im Jahre 2013, als die Zwillinge Jake und Josh Kiszka erst 17 Jahre alt waren. Gitarrist Jake Kiszka spielte in der Garage seines Elternhauses eine „klimpernde“ Progression, während sein Bruder und Sänger Josh die Garage verließ und begann, zu der Musik zu singen. Die Musiker waren zur damaligen Zeit stark von Folkmusikern wie Bob Dylan, The Band, Joni Mitchell und Joan Baez beeinflusst. Laut Jake Kiszka ist es ein Liebeslied, was „besonders bei Mädchen gut ankommen würde“. Greta Van Fleet spielten das Lied bereits lange vor der Albumveröffentlichung bei Konzerten, veränderten das Lied aber im Laufe der Zeit immer wieder. 
Aufgenommen wurde das Lied in den Blackbird Studios in Nashville sowie in den Rustbelt Studios in Royal Oak. Produziert wurde das Lied von Al Sutton, Marlon Young und Herschel Boone, kollektiv auch als The Rust Brothers bekannt. Bassist Sam Kiszka spielt bei dem Lied eine Hammond-Orgel. Die Single wurde am 16. Oktober 2018 veröffentlicht. Am 19. Januar 2019 trat die Band in der NBC-Sendung Saturday Night Live auf und spielte neben You’re the One noch das Lied Black Smoke Rising.

## Rezeption
Jonathan Walzer vom Onlinemagazin Powermetal.de erinnern die Gitarrenharmonien des Liedes an die Eagles und bezeichnete das Lied als das „modernste der Truppe“. Die immer stärker einsetzenden Hammond-Klänge bezeichnete Walzer als „Knaller“. Laut Jörg Staude vom deutschen Magazin Rock Hard würde das Keyboard (sic!) in dem Lied „süchtig“ machen. Chris Conanton vom Onlinemagazin Pop Matters erinnern die Harmonien im Refrain an Crosby, Stills and Nash, allerdings würde Schlagzeuger David Wagner die immer gleichen Hard-Rock-Fills spielen.

### Chartplatzierungen
You’re the One erreichte Platz eins der Billboard Mainstream Rock Songs. Zuvor hatte die Band dies mit den Singles Highway Tune, Safari Song und When the Curtain Falls geschafft.

### Auszeichnungen für Musikverkäufe
| Land/Region               | Auszeichnungen für Musikverkäufe (Land/Region, Auszeichnung, Verkäufe) | Verkäufe |
| ------------------------- | ---------------------------------------------------------------------- | -------- |
| Brasilien (PMB)           | Gold                                                                   | 20.000   |
| Kanada (MC)               | Gold                                                                   | 40.000   |
| Vereinigte Staaten (RIAA) | Gold                                                                   | 500.000  |
| Insgesamt                 | 3× Gold ·                                                              | 560.000  |